# Alexander Woollcott

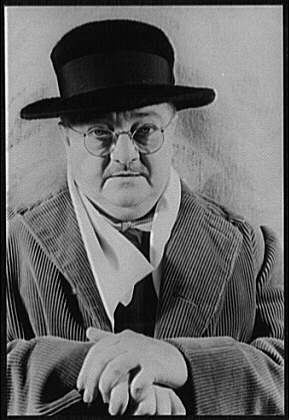
Alexander Woollcott nel 1939 fotografato da Carl Van Vechten

Alexander Humphreys Woollcott (New Jersey, 19 gennaio 1887 – New York, 23 gennaio 1943) è stato un giornalista, critico letterario e conduttore radiofonico statunitense.

## Biografia
Nato nel New Jersey, fu critico teatrale del New York Times (1914). Dopo la prima guerra mondiale, durante la quale fu in Francia e collaborò col giornale militare Stars and Stripes, lavorò per il New York Herald (1920) e anche per World e The New Yorker (1925), diretto da Harold Ross.
La sua rubrica Shouts and Murmurs sul The New Yorker riscosse molto consenso nel costume americano.
Lavorò anche in radio con Town Crier, rotocalco che tenne per oltre dieci anni.
Nell'ambito della saggistica pubblicò diversi libri tra gli anni '20 e gli anni '40.
Interpretò se stesso nel film I ragazzi di Broadway (1941).

## Filmografia
- Bobbed Hair, regia di Alan Crosland - storia (1925)
- The Man with Two Faces, regia di Archie Mayo - lavoro teatrale (1934)
- Five Times Five, regia di Frank P. Donovan - documentario (1939)
- I ragazzi di Broadway (Babes on Broadway), regia di Busby Berkeley (1941)